# Угловский (метеорит)
Угловский — метеорит, упавший в 19:30 мск 10 января 2007 года на территории Алтайского края.
Падение метеорита наблюдалось на территории Угловского, Михайловского и Ключевского районов Алтайского края. Очевидцы описывают его как огненный шар, двигавшийся с юго-запада на северо-восток под углом примерно 60°. По словам Юрия Красносельского, проживавшего в Романовском районе, через несколько секунд после начала наблюдения от падающего тела «отделилось несколько частей и раздался взрыв».
2 мая в Алтайский край для поиска остатков метеорита отправилась экспедиция Всероссийского научно-исследовательского объединения «Космопоиск»[значимость факта?].